# Madhuca daemonica
Madhuca daemonica là một loài thực vật có hoa trong họ Hồng xiêm. Loài này được (Van den Assem) Yii & P.Chai mô tả khoa học đầu tiên năm 2001.